# Пустыня Гибсона
Пустыня Гибсона (англ. Gibson Desert) — песчаная пустыня в Австралии (в центре штата Западная Австралия), расположена к югу от тропика Козерога, между Большой Песчаной пустыней на севере и Большой пустыней Виктория на юге.
Пустыня Гибсона имеет площадь 155 530 км² и располагается в пределах плато, которое сложено докембрийскими породами и покрыто щебёнкой, возникшей в результате разрушения древнего железистого панциря. Один из первых исследователей региона охарактеризовал её как «огромную холмистую пустыню из гравия». Средняя высота пустыни составляет 411 м, в восточной части находятся останцовые кряжи высотой до 762 м, сложенные гранитами и песчаником. С запада пустыня ограничена хребтом Хамерсли. В западной и восточной частях состоит из длинных параллельных песчаных гряд, но в центральной части рельеф выравнивается. В западной части лежат несколько озёр-солончаков, включая озеро Дисаппойнтмент площадью 330 км², которое расположено на границе с Большой Песчаной пустыней.
Осадки выпадают крайне нерегулярно, их количество не превышает 250 мм в год. Почвы песчаные, богаты железом, сильно выветрены. Местами встречаются заросли безжилковой акации, лебеды и злака спинифекс, которые расцветают яркими цветами после редких дождей.
На территории пустыни Гибсона в 1977 году был организован заповедник (англ. Gibson Desert Nature Reserve), площадь которого составляет 1 859 286 га. В заповеднике обитает множество пустынных животных, таких как большие билби (находящиеся под угрозой уничтожения), красные кенгуру, эму, австралийская авдотка, полосатый травяной крапивник и молох. На озеро Дисаппойнтмент и соседние озёра, появляющиеся после редких дождей, слетаются птицы в поиске защиты от засушливого климата.
Населена преимущественно австралийскими аборигенами, территория пустыни используется под экстенсивное пастбищное скотоводство. Пустыня открыта в 1873 (или 1874) году английской экспедицией Эрнеста Джайлса, который пересёк её в 1876 году. Название пустыня получила в честь члена экспедиции Альфреда Гибсона, погибшего в ней при поиске воды.